# Autovehiculul Văsescu
Autovehiculul Văsescu a fost primul automobil construit de un român. Folosea un motor cu aburi dezvoltat de inginerul Dumitru Văsescu, care era preocupat încă din tinerețe de autovehicule. A apărut în 1888 și a devenit una din atracțiile Parisului. Spre sfârșitul vieții inventatorului, autovehiculul a fost adus în România și expus în cadrul Politehnicii București (sediul din Polizu), de unde a dispărut fără urmă după încheierea celui de-al Doilea Război Mondial.